# Sabre laser
Un sabre laser, parfois orthographié sabrolaser (light saber en anglais), est une arme fictive de la saga cinématographique Star Wars.

## Caractéristiques

### Description
Les sabres laser produisent à partir d’une poignée une lame lumineuse d’énergie pure. Ils s’utilisent comme un sabre conventionnel et peuvent pénétrer les pierres, les métaux ou les blindages.
Un sabre laser classique possède une poignée d'environ 20 à 30 cm de long. Lorsqu'il s'allume, il déploie une lame d'environ 130 cm de long. Cependant, il existe des exceptions. 

### Construction
Dans un cylindre de chrome sont placés un ou plusieurs cristaux kyber. Ces pierres précieuses ne se trouvent qu’à quelques endroits précis dans la galaxie et ont la capacité de concentrer l’énergie brute en un rayon.
La construction d’un sabre est également périlleuse, un cristal mal aligné peut générer une explosion. Seuls les Jedi et les Sith en fabriquent, aucun marchand n’en a jamais produit. La construction d’un sabre est d’ailleurs l’une des étapes importantes de l’apprentissage d’un Jedi.

### Maniement
Il est dangereux de manier un sabre laser sans avoir reçu de formation car l’arme peut en un seul coup trancher un bras ou décapiter un homme. Elle est également capable de dévier les tirs des blasters. Il existe plusieurs techniques de combat et chaque Jedi développe son propre style de combat. Se servant de la Force pour les guider, les Jedi utilisent des techniques de combat ancestrales et des réactions intuitives pour maîtriser au maximum l’arme.

### Modèles

#### Structure
Un sabre laser classique ne peut pas s'allumer sous l'eau. C'est pourquoi un type de sabre laser est développé pour dépasser cette limite, le sabre laser sous-marin. Il fonctionne à l'aide de deux cristaux kyber.

##### Taille
Le shoto, sabre laser à poignée et à lame plus petites, est utilisé comme arme de soutien lors de l'utilisation de deux sabres. 
Le grand sabre laser, d'une longueur totale qui peut atteindre les 3 m, est utilisé par les espèces d'une taille trop grande pour pouvoir efficacement manier un sabre laser classique. Le sabre laser biphasé, à l'aide d'un système plus complexe, peut faire doubler la longueur de sa lame presque instantanément, ce qui le rend déstabilisant et dangereux pour l'adversaire, mais aussi moins maniable pour son utilisateur, qui se sert de cette capacité avec prudence.
La pique sabre laser se compose d'une poignée beaucoup plus longue et faite en phrik et d'une lame courte et un peu plus épaisse qu'une lame classique. Il doit servir à défendre et non à attaquer. Ses principaux utilisateurs sont les gardiens du temple Jedi.
Le sabre laser quichani est créé par le Jedi Qidak Aaia. Il se structure en sabre laser accroché au niveau de la poignée à un bâton enveloppé de fibre de cortosis. Les deux parties de cette arme peuvent être séparées.

##### Forme de poignée
Le sabre laser à poignée incurvée peut être manié de façon à déstabiliser l'adversaire avec des effets de style.
La canne sabre laser est un sabre laser classique dissimulé, sa poignée étant dissimulée sous la forme d'une tête de canne, ce qui en fait l'un des plus discrets types de sabres.
Le sabre laser à quillons possède une poignée en croix qui permet le déploiement non seulement de la lame principale mais aussi deux lames secondaires sur les côtés, qui protègent les mains de l'utilisateur.

#### Couleurs
Généralement, seuls les Jedi possèdent des sabres laser bleus. Le sabre laser bleu montre que son utilisateur met dans ses priorités la protection des faibles et la justice.

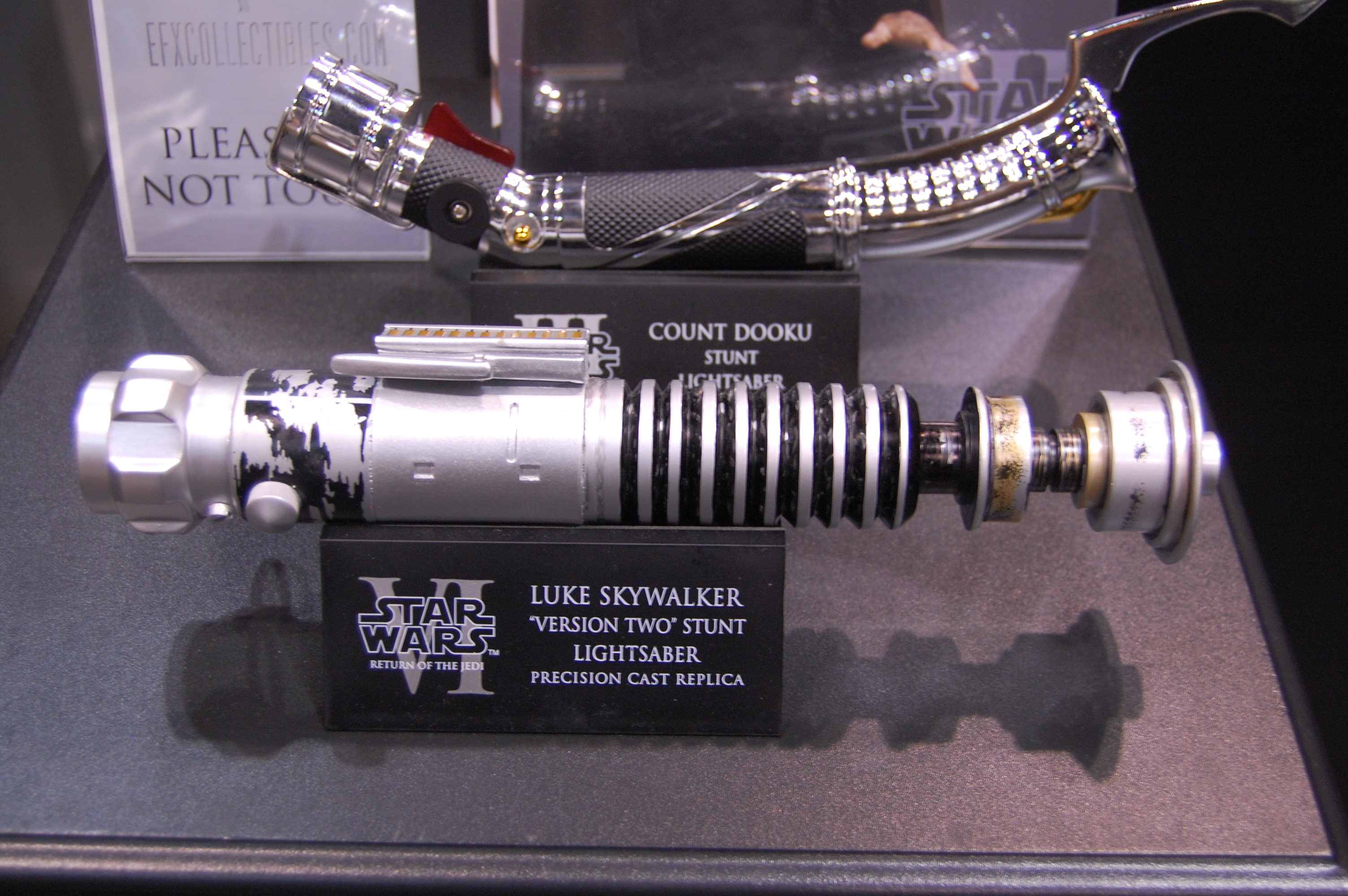
Sabre laser du comte Dooku et sabre laser vert de Luke Skywalker.

Le sabre laser vert est aussi réservé habituellement aux Jedi. Il est utilisé par les Jedi sages et diplomates.
Le sabre laser rouge est l'arme de nombreux utilisateurs du Côté obscur, notamment les Sith. Ils sont synthétiques et imprégnés d'émotions négatives.
Le sabre violet signale une utilisation de la Force qui puise partiellement des deux Côtés de la Force.
Le sabre laser jaune est essentiellement utilisé par les gardes du temple Jedi.
Le sabre laser orange est manié par les utilisateurs de la Force qui privilégient la discrétion.
Le sabre laser blanc contient un cristal purifié de son Côté obscur.

## Histoire

### Premiers sabres laser
Les premiers sabres laser créés sont très instables, ce qui rend difficile leur maîtrise. Des sabres laser plus avancés technologiquement, les proto-sabres, sont alors développés.
Ils nécessitent tout de même beaucoup d'énergie pour pouvoir fonctionner, ce qui force l'utilisateur à s'équiper d'un bloc d'alimentation accroché à la ceinture. Ce bloc est relié au sabre par un cordon. Cette structure limite fortement la liberté de mouvement de l'utilisateur.
Des piles plus petites sont peu à peu conçues, ainsi qu'une technologie supraconductrice qui permet à l'énergie utilisée dans la lame de revenir à la poignée. Les pertes d'énergie lorsque le sabre est éteint sont évitées.

### Sabre Noir
Le Sabre Noir (ou Darksaber en anglais) a une lame plate, contrairement à celle des autres sabres laser. Il faut aussi noter qu'il n'en existe qu'un seul exemplaire.
Il a été construit par Tarre Viszla, premier Mandalorien Jedi. Il est ensuite longtemps conservé au Temple Jedi, jusqu'à ce que des Viszla le récupèrent.
Plus tard, Pre Viszla obtient le Sabre Noir. Maul exécute Pre après s'être temporairement allié à lui et récupère le Sabre Noir, avec lequel il tue aussi Satine Kryze. Maul le cache alors à Dathomir.
Quelques années plus tard, Sabine Wren prend le Sabre Noir à Dathomir puis le donne à Bo-Katan Kryze, sœur de Satine, qui même après sa perte du Sabre Noir fait tout pour le récupérer.
Le Sabre Noir est finalement récupéré par Moff Gideon, mais celui-ci est vaincu par Din Djarin, qui devient ainsi le nouveau propriétaire de l'arme. En effet, l'arme n'est normalement obtenable chez les Mandaloriens qu'en battant en duel son propriétaire et le possesseur de l'arme devient dirigeant de Mandalore.

## Accessoires de tournage et effets spéciaux

Sabre laser bleu.

### Accessoires de tournage

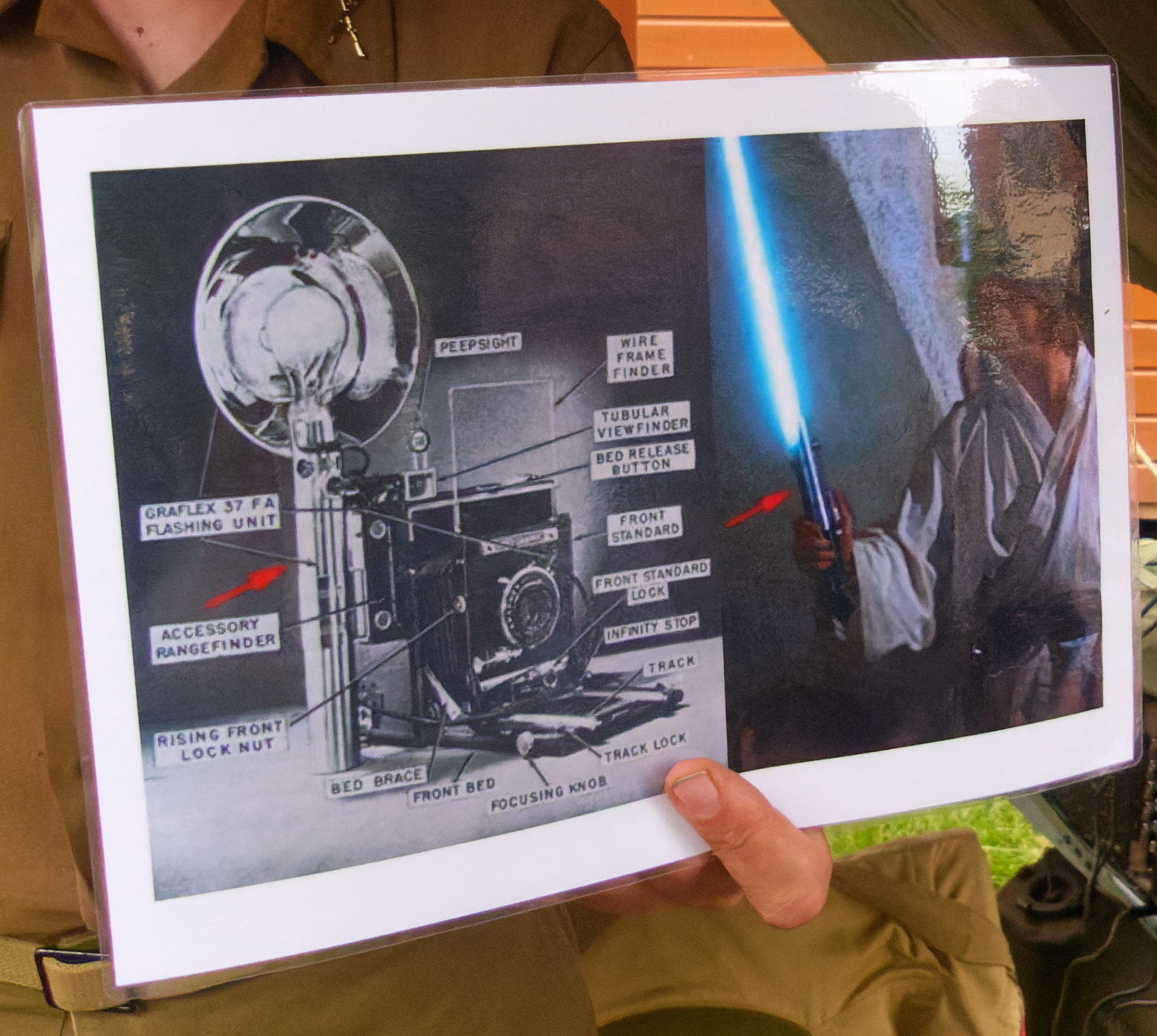
Explication du détournement d'usage de la fixation de flash.

Pour Un nouvel espoir, le sabre laser de Luke Skywalker est créé à partir du système de fixation d'un flash d'appareil photo par l'accessoiriste Roger Christian. La lame est une tige recouverte d'un revêtement réfléchissant du même type que ceux des panneaux de signalisation d'autoroute.

### Effet visuel
L'animateur coréen Nelson Shin est questionné par son manageur sur les possibilités d'animer un sabre laser dans les scènes d'action d'un film. Nelson Shin crée alors une animation des sabres laser avec un rotoscope. Cette animation est ensuite superposée sur les images de sabres laser fictifs du film.
Il explique à Lucasfilm que, comme un sabre laser est fait de lumière, l'arme devrait avoir l'air un peu tremblante comme un tube fluorescent. Il suggère également d'insérer des images beaucoup plus claires que les autres afin de donner une impression de vibration de la lumière.

### Effet sonore
L'effet sonore du sabre laser est développé par le concepteur du son Ben Burtt en combinant le bourdonnement de moteurs de projecteur de cinéma au ralenti avec les interférences causées par un téléviseur sur un microphone. Ben Burtt découvre ce dernier effet accidentellement alors qu'il cherche un son étincelant à ajouter au bourdonnement du projecteur.
Les variations de son dues au mouvement du sabre laser sont produites en jouant le son du sabre laser de base sur un haut-parleur et en l'enregistrant sur un microphone en mouvement, générant un effet Doppler pour imiter une source sonore en mouvement.